# Тверская губернская учёная архивная комиссия
Тверская губернская учёная архивная комиссия — научное историческое и краеведческое общество.

## История деятельности
Тверская губернская учёная архивная комиссия (ТУАК) была открыта на основании Положения Комитета министров «О губернских исторических архивах и губернских ученых архивных комиссиях» по инициативе директора Петербургского Археологического института Н. В. Калачова в числе первых четырёх комиссий.
Приглашенные на открытие лица стали и первыми членами ТУАК: епископ Старицкий Антонин; Август Казимирович Жизневский (избран председателем); директор Тверской классической гимназии Павел Фёдорович Симсон; протоиерей Тверской Владимирской церкви Василий Фёдорович Владиславлев; действительные члены Тверского губернского статистического комитета Владимир Алексеевич Плетнёв и Василий Иванович Покровский (избран правителем дел) и правитель канцелярии Тверского губернатора Виктор Иванович Плетнёв.
Комиссия руководила архивным делом на подведомственной ей территории (выходящей за пределы губернии); рассматривала описи дел, выделенных учреждениями к уничтожению, отбирала дела на хранение в губернский Исторический архив; занималась собиранием памятников истории и культуры, в том числе письменных, их изучением, публикацией; проводила археологические раскопки.
В ведение ТУАК был передан Тверской историко-археологический музей, основанный в 1866 году; комиссия руководила музеем, который в 1888 году насчитывал более 7,5 тысяч предметов и рукописей (1565 экземпляров); создала библиотеку историко-краеведческой литературы (в 1890 году — 5 тысяч томов). Тверская комиссия опубликовала самое большое среди всех архивных комиссий число историко-краеведческих работ. В отличие от других губернских архивных комиссий, она имела помещение под исторический архив, который к 1917 году составил около 50 тысяч дел. Издавала Журнал заседаний тверской учёной архивной комиссии.
Постепенно Тверская ГУАК стала наиболее авторитетной среди других комиссий. Этому способствовали ряд значимых мероприятий: второй областной Археологический съезд (1903 г.), церковно-археологические курсы (1904 и 1912 гг.)которые были организованы под патронажем комиссии. 

## Председатели комиссии
- А. К. Жизневский (1884—1896)
- П. Д. Ахлёстышев (1896—1899)
- И. А. Иванов (1899—1918)

## Действительные члены комиссии
Действительными членами комиссии были крупнейшие русские археологи: Н. И. Веселовский, А. В. Орешников, И. Ф. Токмаков, А. А. Титов, И. А. Шляпкин, А. П. Фёдоров. Состоял членом Тверской архивной комиссии с первых лет её создания В. И. Колосов. Правителем дел Тверской учёной архивной комиссии с 1899 года был преподаватель Тверской духовной семинарии И. А. Виноградов.
В 1884 году в комиссии было 37 членов, в 1900 — 103, к 1903 году — более 250 членов.